# Поль, Филипп
Филипп Поль (фр. Philippe Paul) — французский политик, сенатор от департамента Финистер.

## Биография
Родился 25 января 1965 года в Дуарнене (департамент Финистер). Изучал политические и исторические науки в Ренне. Полковник гражданского резерва Военно-воздушных сил Франции. 
С 1988 по 1997 годы Филипп Поль был парламентским ассистентом депутата Национального собрания Амбруаза Геллека, затем работал в кабинете Жослена де Роана в бытность его Президентом Регионального совета Бретани. В 2004 году снова стал помощником Амбруаза Геллека, на этот раз в Европейском парламенте. 
В марте 2001 года Филипп Поль начал самостоятельную политическую карьеру, выиграв выборы в Генеральный совет департамента Финистер от кантона Дуарнене. В 2008 году он привел к победе правый список на муниципальных выборах в своем родном городе и был избран мэром Дуарнене. В марте 2014 года был переизбран на этот пост. С 2008 по 2014 годы был вице-президентом Ассоциации коммун Дуарнене.
В сентябре 2008 года Филипп Поль возглавил правый список на выборах в Сенат Франции и стал единственным правым сенатором от департамента Финистер. 10 октября того же года он вышел из Генерального совета департамента. На выборах в Сенат в марте 2014 года возглавил список партии Союз за народное движение, занявший второе место и завоевавший один мандат. 
В 2016 году на первичных выборах кандидата партии Республиканцы на предстоящих президентских выборах поддерживал Алена Жюппе. 
В октябре 2017 года, в силу закона о невозможности совмещения мандатов, ушел в отставку с поста мэра Дуарнене, но остался членом муниципального совета.
В Сенат Поль Филипп является секретарем комиссии по международным делам, обороны и вооруженных сил.

## Занимаемые выборные должности
18.01.2001 — 10.10.2008 — член Генерального совета департамента Финистер от кантона Дуарнене
 
15.03.2008 — 12.10.2017 — мэр города Дуарнене

с 01.10.2008 — сенатор от департамента Финистер 

с 12.10.2017 — член муниципального совета города Дуарнене